# HD213464
HD213464 — хімічно пекулярна зоря спектрального класу A7, що має видиму зоряну величину в смузі V приблизно  6,4.
Вона  розташована на відстані близько 225,1 світлових років від Сонця.

## Фізичні характеристики
Зоря HD213464 обертається 
порівняно повільно 
навколо своєї осі. Проєкція її екваторіальної швидкості на промінь зору становить  Vsin(i)= 39км/сек.